# André Kana-Biyik
André Kana-Biyik (* 1. September 1965 in Sackbayémé, Kamerun) ist ein ehemaliger kamerunischer Fußballspieler.

## Vereinskarriere
Er begann seine Karriere als Amateur bei Union Douala. 1986 wechselte er in den professionellen Bereich zu Diamant Yaoundé, von wo er 1988 den Sprung in die Ligue 1 zum FC Metz schaffte. Von 1990 bis 1994 spielte er beim AC Le Havre, wo er seine Spielerkarriere beendete.

## Nationalspieler
Kana-Biyik nahm an vier afrikanischen Fußballmeisterschaften teil. 1986 erreichte er mit Kamerun das Finale gegen Ägypten. Dabei vergab er den entscheidenden Strafstoß im Elfmeterschießen. 1988 gewann er mit seinem Team den Wettbewerb. Weitere Teilnahmen endeten 1990 bereits in der Vorrunde und 1992 mit Platz 4.
Bei der Fußball-Weltmeisterschaft 1990 stand er im Aufgebot der „unzähmbaren Löwen“, mit denen er bis in das Viertelfinale vorstieß. Für die Fußball-Weltmeisterschaft 1994 wurde er ebenfalls in den Kader berufen und kam im letzten Vorrundenspiel bei der 1:6-Niederlage gegen Russland zum Einsatz.
Zwischen 1986 und 1994 bestritt er 42 Länderspiele, in denen er acht Tore erzielte.

## Erfolge
- Afrikanischer Meister: 1988

## Privates
André Kana-Biyik ist der Halbbruder von François Omam-Biyik und der Vater von Jean-Armel Kana-Biyik.